# Melete polyhymnia
Melete polyhymnia är en fjärilsart som först beskrevs av Felder 1865.  Melete polyhymnia ingår i släktet Melete och familjen vitfjärilar. Inga underarter finns listade i Catalogue of Life.